# Braudel (Clenze)
Braudel ist ein Ortsteil der Gemeinde Clenze im niedersächsischen Landkreis Lüchow-Dannenberg.
Das Dorf liegt nordwestlich vom Kernbereich von Clenze und südlich der B 493.
In der Nähe von Braudel liegen die Großsteingräber bei Braudel, drei Grabanlagen der jungsteinzeitlichen Trichterbecherkultur. 

## Geschichte
Am 1. Juli 1972 wurde Braudel in die Gemeinde Clenze eingegliedert.